# شیخ جانا
شیخ جانا (به انگلیسی: Shiekh Jana) یک منطقهٔ مسکونی در پاکستان است که در خیبر پختونخوا واقع شده‌است.